# クレイ郡 (ウェストバージニア州)

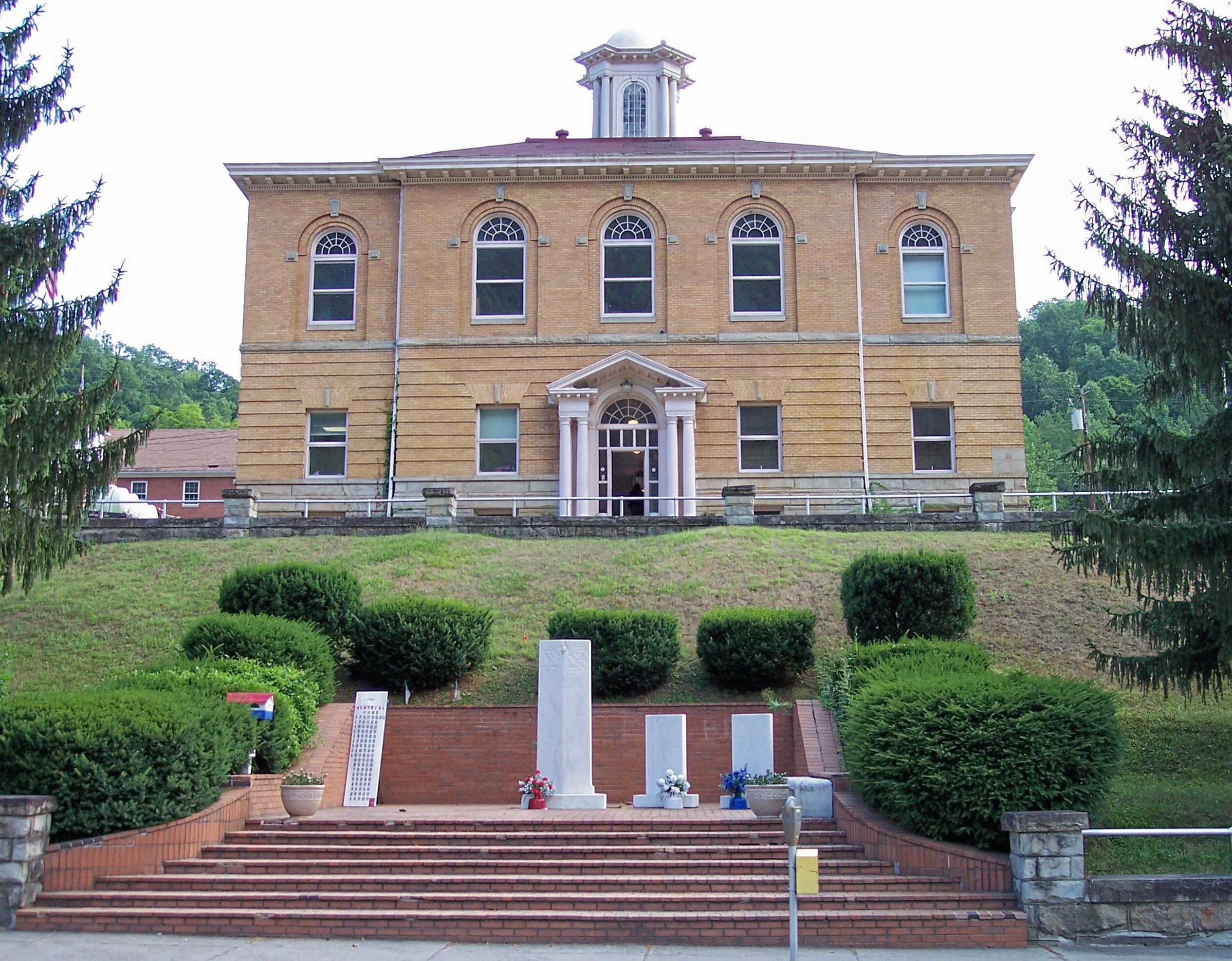
クレイ町にあるクレイ郡旧庁舎（2007年）

クレイ郡（英: Clay County）は、アメリカ合衆国ウェストバージニア州の中央部に位置する郡である。2010年国勢調査での人口は9,386人であり、2000年の10,330人から9.1%減少した。郡庁所在地は、郡内で唯一法人格のある町であるクレイ町（人口491人）。クレイ郡は1858年に設立され、郡名は19世紀の高名な政治家であり、ケンタッキー州選出アメリカ合衆国上院議員、アメリカ合衆国国務長官を務めたヘンリー・クレイに因んで名付けられた。
クレイ郡はチャールストン都市圏に属している。

## 地理
アメリカ合衆国国勢調査局に拠れば、郡域全面積は344平方マイル (891.0 km2)であり、このうち陸地342平方マイル (885.8 km2)、水域は1平方マイル (2.6 km2)で水域率は0.41%である。郡内を通る主要道はウェストバージニア州道4号線、同16号線、同26号線、同36号線と州間高速道路79号線である。その他にもトリップレットリッジのエルクハースト近くを走る郡道5号線はクレイとワイデンを結び、ウォールバックやローン郡のグラニーズクリークに向かうサマーフォークローン道路、カナー郡とクレイ郡に跨る小さな町クイーンショールズに始まり、インドアで終わるクイーンショールズ道路（クイーン道路）がある。

### 主要高規格道路
- 州間高速道路79号線
- ウェストバージニア州道4号線
- ウェストバージニア州道16号線
- ウェストバージニア州道26号線
- ウェストバージニア州道36号線

### 隣接する郡
- カルフーン郡 - 北
- ブラクストン郡 - 北東
- ニコラス郡 - 南東
- カナー郡 - 西
- ローン郡 - 北西

## 人口動態
以下は2000年国勢調査による人口統計データである。
| 基礎データ - 人口: 10,330人 - 世帯数: 4,020 世帯 - 家族数: 2,942 家族 - 人口密度: 12人/km2（30人/mi2） - 住居数: 4,836軒 - 住居密度: 5軒/km2（14軒/mi2） 人種別人口構成 - 白人: 98.22% - アフリカン・アメリカン: 0.08% - ネイティブ・アメリカン: 0.71% - アジア人: 0.02% - その他の人種: 0.09% - 混血: 0.89% - ヒスパニック・ラテン系: 0.41% 年齢別人口構成 - 18歳未満: 25.6% - 18-24歳: 9.0% - 25-44歳: 27.5% - 45-64歳: 24.2% - 65歳以上: 13.7% - 年齢の中央値: 37歳 - 性比（女性100人あたり男性の人口） - 総人口: 97.9 - 18歳以上: 97.3 | 世帯と家族（対世帯数） - 18歳未満の子供がいる: 33.5% - 結婚・同居している夫婦: 58.2% - 未婚・離婚・死別女性が世帯主: 10.4% - 非家族世帯: 26.8% - 単身世帯: 24.3% - 65歳以上の老人1人暮らし: 11.4% - 平均構成人数 - 世帯: 2.55人 - 家族: 3.01人 収入と家計 - 収入の中央値 - 世帯: 22,120米ドル - 家族: 27,137米ドル - 性別 - 男性: 30,161米ドル - 女性: 16,642米ドル - 人口1人あたり収入: 12,021米ドル - 貧困線以下 - 対人口: 27.5% - 対家族数: 24.4% - 18歳未満: 37.0% - 65歳以上: 15.0% |

## 都市と町

### 法人格のある町
- クレイ - 郡庁所在地

### 法人格のない郡内の町及びコミュニティー
| - アドニジャー - ベントリー - ビックモア - ビッグオッター - ブーガーホール - クレイジャンクション - ディル - ダック - ダンドン - フロー | - フォラ - グレン - ハートランド - インディペンデンス - インドア - アイビーデール - リトルイタリー - リズモアズ - メイセル - マウンテンホーム | - オブライオン - ポーター - プロシャス - スワンデール - バレーフォーク - バーニータウン - トゥーラン - ウォールバック - ウェトストーン - ワイデン |

## 大衆文化の中で
1991年の映画『羊たちの沈黙』の中で、検視される犠牲者はクレイ郡のエルク川で見つかった。